# Philodendron juninense
Philodendron juninense är en kallaväxtart som beskrevs av Adolf Engler. Philodendron juninense ingår i släktet Philodendron och familjen kallaväxter.
Artens utbredningsområde är Peru. Inga underarter finns listade.